# Принцип добросовестности
Принцип добросовестности в качестве общего принципа гражданского права нормативно был закреплен в российском гражданском кодексе в 2012 году Федеральным законом от 30.12.2012 N 302-ФЗ. При установлении, осуществлении и защите гражданских прав и при исполнении гражданских обязанностей участники гражданских правоотношений должны действовать добросовестно (п. 3 ст. 1 ГК РФ).

## Общее значение принципа добросовестности для права
К концу прошлого столетия во многих европейских правопорядках в целом сложилось достаточно четкое понимание сути и содержания принципа добросовестности. Считается, что ему подчинена вся правовая жизнь. Он имеет значение не только в обязательственном праве, но и везде, где имеется особая связь между двумя и более лицами, например, в других областях гражданского права, таких как вещное или семейное право, а также в публичном праве, в процессуальном праве .
Принцип добросовестности как правовая категория принципиальным образом отличается от привычных правовых институтов и правил. Здесь не имеется таких неотъемлемых составляющих правовой нормы, как гипотеза, диспозиция, санкция.
Предназначением принципа добросовестности является обеспечение реализации правового регулирования, основанного на единстве буквы и духа закона, чтобы формальные позитивные нормы в конкретных ситуациях не расходились с целями правового регулирования. В этом смысле принцип добросовестности можно охарактеризовать как правовую материализацию духа права в отдельных случаях правоприменения.

## Принцип добросовестности и справедливость
Принцип добросовестности не является по своему значению и содержанию идентичным категории справедливости, хотя и очень близок к ней как никакой другой этико-правовой принцип.
Что принцип добросовестности предписывает и что запрещает должно определяться реальными, одобряемыми в социальной действительности масштабами нормального корректного поведения, которые могут служить для соответствующего лица образцом его поведения, его действий.
Принцип добросовестности призван обеспечивать в процессе правоприменения справедливость. Но не справедливость, субъективно понимаемую конкретным лицом и конкретным судьей, а справедливость, как бы «предписываемую» законом, правом и общепринятыми в обществе и поддерживаемыми правом ценностями. Справедливость, представляющую собой содержание духа закона.

## Принцип добросовестности и правотворчество
Принцип добросовестности призван не создавать новые правовые положения и нормы, а призван корректировать правовое регулирование конкретных правоотношений в случаях, когда формальное регулирование отклоняется от тех целей и задач, которые преследуются и подразумеваются правом. Иными словами, задача судьи состоит в приведении в конкретной ситуации буквы закона в соответствие с его духом.
Хотя, конечно, следует признать, что последовательное судебное корректирование применения позитивных норм в многочисленных однородных делах, доктринальное обоснование, оформление и систематизация таких подходов, по факту приводят к появлению новых правовых институтов, многие из которых потом и де-юре становятся нормами позитивного права.

## Субсидиарность принципа добросовестности
Принцип добросовестности подлежит задействованию только тогда, когда имеющееся правовые нормы не дают того результата, который должен достигаться и соответствовать целям и задачам правового регулирования, в том числе, принципу добросовестности как имманентной составной части права.

## Конкретизация и обоснование применения принципа добросовестности
Принцип добросовестности не содержит готовых ответов на вопросы о том, что в конкретных обстоятельствах ему соответствует. Для применения принципа добросовестности необходима его конкретизация для каждого отдельного случая.
Принцип добросовестности не является обычной правовой нормой, предусмотренной для регулирования определенного отношения или определенной группы отношений. Его применение всегда связано с корректировкой обычных применяемых норм, с вмешательством судьи в обычное правовое регулирование. Поэтому решение судьи, основанное на принципе добросовестности, требует дополнительного аргументированного обоснования. Простой ссылки на принцип добросовестности недостаточно.

## Принцип добросовестности в нормах российского гражданского кодекса
В общей части Гражданского кодекса Российской Федерации содержится достаточно много норм, так или иначе связанных с принципом добросовестности. В каких-то он прямо упоминается, в каких-то нет, но тем не менее сами эти нормы являются материализацией, конкретизацией принципа добросовестности (см., например,: ст. 1 пп. 3, 4, ст. 6 п. 2, ст. 10, ст. 53 пп. 2, 3, ст. 62 п. 4, ст. 65.2 п. 4, ст. 157 п. 3, ст. 166 п. 2, п. 5, ст. 179 п. 2, ст. 220, ст. 307 п. 3, ст. 431.1, ст. 431.2, ст. 432 п. 3, ст. 434.1, ст. 450 п. 4, ст. 450.1 пп. 4,5,6, ст. 451 ГК РФ).
Российское право, следуя современным правовым тенденциям, восприняло не только сам принцип добросовестности, но и многие правовые институты, на нем основанные. Содержащиеся в ГК РФ нормы в целом отражают сложившуюся в зарубежной и международной доктрине систему принципа добросовестности.
Нормы и правила, основанные на принципе добросовестности, являются его частью и должны рассматриваться в его контексте и его системе. Исходя из сути, содержания и системы принципа добросовестности данные нормы и следует понимать, толковать, наполнять содержанием и применять.

## Принцип добросовестности как генеральная оговорка
Общими нормами ГК РФ как бы провозглашающими, легитимирующими принцип добросовестности в гражданском праве являются пп. 3 и 4 ст. 1, п. 3 ст. 307, а также п. 2 ст. 6 ГК РФ. Основной правовой идеей и одновременно правилом, заложенными в данные нормы, является то, что весь гражданско-правовой оборот должен соответствовать принципу добросовестности.

## Система принципа добросовестности
Анализ более чем столетнего периода интенсивного развития принципа добросовестности в судебной практике и доктрине позволяет определить достаточно четкую внутреннюю систему принципа добросовестности . Раскрывается она через специально-юридические функции (конкретизирующая функция, дополняющая функция, ограничительная функция и корректирующая функция), которые направлены непосредственно на регулирование общественных отношений. Функциональный способ систематизации позволяет более четко определять каким образом принцип добросовестности может действовать в тех или иных правоотношениях.

### Конкретизирующая функция
В область данной функции относится регулирование уже имеющихся, возникших прав и обязанностей. Осуществление прав и исполнение обязанностей должно отвечать критериям добросовестности. К области применения конкретизирующей функции относятся вопросы о том, каким образом и каким способом должны исполняться обязанности добросовестного должника.
Основанием для такого подхода является одно из основных правил принципа добросовестности, а именно, обязанность сторон учитывать права и интересы друг друга. Об этом говорится как п. 3 ст. 1, так и п. 3 ст. 307 ГК РФ. Но в плане формулировки более информативен п. 3 ст. 307 ГК РФ, так как в нем во взаимосвязи с принципом добросовестности прямо указывается на необходимость учитывать права и законные интересы друг друга.

### Дополняющая функция
В этой функции принцип добросовестности применяется тогда, когда из него вытекает наличие у сторон правоотношения определенных обязанностей, прямо не указанных в условиях договора или нормах закона.
Отношения сторон в рамках существующего основного правоотношения, а также в связи с возможным его возникновением или в связи с его окончанием имеют определенную или определяемую, с точки зрения права и совокупности прав и интересов сторон, цель. Достижение такой цели не всегда может обеспечиваться только исполнением основных обязанностей, составляющих предмет обязательства.
В ГК РФ нормами, легитимирующими наличие тех или иных дополнительных обязанностей в конкретном правоотношении, являются п. 3 ст. 1 ГК РФ как общая оговорка, а также более конкретные п. 3 ст. 307 и ст. 434.1 ГК РФ.

### Ограничительная функция
Если осуществление того или иного субъективного права формально соответствует имеющемуся законодательному регулированию, но при этом противоречит принципу добросовестности, то оно подлежит ограничению.
В подобных случаях осуществление субъективных прав должно быть ограничено до пределов их соответствия принципу добросовестности. Вытекающая из принципа добросовестности обязанность учета прав и интересов другой стороны здесь также является определенным масштабом для правового регулирования, в том числе для ограничения субъективных прав. Общими основополагающими отправными точками служат нормы пп. 3, 4 ст. 1 и п. 3 ст. 307 ГК РФ.
Ограничительная функция принципа добросовестности идет дальше традиционных правовых институтов, ограничивающих субъективное право, таких как запрет шиканы или недопустимость умышленного причинения вреда.
При ограничении права в силу принципа добросовестности вина во многих случаях не является необходимой предпосылкой.
Институциональные злоупотребления — осуществление субъективного права в противоречии с ее социальным назначением. Как правило сюда относятся случаи «непропорциональной реакции». Примеры: п. 4 ст. 450 и п. 4. ст. 450.1 ГК РФ.
Индивидуальные злоупотребления — осуществление лицом своего субъективного права противоречит принципу добросовестности в силу самого факта его использования. Как правило сюда относятся случаи «противоречивого поведения».
Примеры: п. 3 ст. 157, пп. 2, 5 ст. 166, п. 2 ст. 431.1, п. 3 ст. 432, пп. 5, 6 ст. 450.1 ГК РФ.

### Корректирующая функция
В силу изменения обстоятельств в существующих правоотношениях исполнение обязанности должником может быть ограничено, обязанность может быть изменена или должник вообще может быть освобожден от исполнения обязанности. Общим основанием для таких изменений является ситуация, когда исполнение обязанности в принципе или в неизменном виде является для должника неприемлемым. Понятие неприемлемости вытекает из принципа добросовестности и тесно связано с правилом о необходимости учета прав и интересов другой стороны.
Неприемлемость может быть основана на личных субъективных причинах должника или в силу существенного дисбаланса интересов сторон вследствие непредвиденных изменившихся обстоятельств.
В первом случае правовым основанием являются общие нормы о принципе добросовестности п. 3 ст. 1 и п. 3 ст. 307 ГК РФ. Во втором случае это теория о существенном изменении обстоятельств или отпадении основания сделки (ст. 451 ГК РФ).